# 安德烈亚斯·奈策尔
安德烈亚斯·奈策尔（德語：Andreas Neitzel，1964年2月14日—），德国前男子手球运动员。他曾代表东德国家队参加1988年夏季奥林匹克运动会手球比赛，结果队伍获得第七名。